# Парміндер Награ
Парміндер Каур Наґра (англ. Parminder Kaur Nagra; нар. 5 жовтня 1975, Лестер, Англія, Велика Британія) — англійська акторка та співачка індійського походження.

## Життєпис
Парміндер Каур Награ народилася 5 жовтня 1975 року в Лестері (Англія, Велика Британія), у сім'ї індійських емігрантів 1960-х років. У Парміндер є троє молодших братів і сестер.

## Кар'єра
Парміндер знімається в кіно з 1991 року. Також Награ є співачкою. Лауреат премій «Bordeaux International Festival of Women in Cinema» (2002) і «EMMA» (2004).
Парміндер нагороджено Президентською премією ФІФА за роль Джесс у фільмі «Грай, як Бекхем», у якому показано історію дівчини з сім'ї вихідців з Пенджабу, яка росла в Західному Лондоні, і її пристрасті до футболу, попри сильний опір батьків.

## Фільмографія
- 2019 За п'ять кроків до кохання / в ролі лікарки Хеміди
- 2013 Нерозумний / Reckless (ТБ) — Сьюзен
- 2013 — … Чорний список / The Blacklist (серіал) — Агент Марго Малик
- 2012 28 тисяч / Twenty8k — Дєєва Яні
- 2011 Алькатрас / Alcatraz (серіал) — Доктор Люсі Банерджі
- 2011 Жахливий Генрі / Horrid Henry: The Movie — Місс Лавлі
- 2010—2011 Тільки правда / The Whole Truth (серіал) — Пілар Шіразі
- 2008 Compulsion (ТБ) — Енджіка Індрані
- 2008 У твоїх мріях / In Your Dreams — Чарлі
- 2006 — … Ясновидець / Psych (серіал) — Рейчел
- 2004 Зачарована Елла / Ella Enchanted — Areida
- 2003 Друге покоління / Second Generation (ТБ) — Гієр Шарма, Соналі Шарма
- 2003 Дванадцята ніч, або Як вам це сподобається / Twelfth Night, or What You Will (ТБ) — Віола
- 2002 Грай, як Бекхем / Bend It Like Beckham — Джесміндер 'Джесс' Каур Бхамра
- 2001—2007 Суддя Джон Дид / Judge John Deed (серіал) — Ішбель МакДональд
- 2000 Швидкий Донован / Donovan Quick (ТБ) — Радхіка
- 1999 Park Stories (короткометражний)
- 1999 — 2002 Always and Everyone (серіал) — Суніта Верма
- 1999 «Голбі Сіті»[en] / Holby City (серіал) — Тіна
- 1998 King Girl (ТБ) — Айше
- 1994 — 2009 Швидка допомога / ER (серіал) — Др. Ніла Расготра
- 1991 Dushmani Jattan Di
- 1986 Катастрофа / Casualty (серіал) — Аша Гупта

## Особисте життя
17 січня 2009 року Парміндер одружилася з фотографом Джеймсоном Стенсоном (*1975), але вже 1 лютого 2012 року подала на розлучення. У колишнього подружжя є син — Кай Девід Сінх Стенсон (нар. 19.05.2009).